# Luis Paz
Luis Carlos Paz Moreno (1942. június 25. – 2015)  kolumbiai válogatott labdarúgó.

## Pályafutása

### Klubcsapatban
Pályafutása során több klubban is játszott, melyek a következők voltak: América Cali, Deportivo Cali, Deportes Quindío, Once Caldas, Independiente Santa Fe, Millonarios, Real Cartagena, Deportes Tolima.

### A válogatottban
A kolumbiai válogatott tagjaként részt vett az 1962-es világbajnokságon.

## Sikerei
Deportivo Cali
- Kolumbiai bajnok (1): 1967

## Külső hivatkozások
- Luis Paz – a FIFA adatbázisában